# Denison Township (Ontario)
Denison Township ist eine ehemals selbstständige Gemeinde und eine Ortsbezeichnung für ein Gebiet 20 Kilometer westlich von Greater Sudbury in Ontario, Kanada. Dort befindet sich die 1888 eröffnete Vermilion Mine. Südlich verläuft der Trans-Canada Highway (Ontario Highway 17).

## Geschichte
Ursprünglich war das Gebiet vom Indianerstamm der Ojibwa besiedelt. Der erste Kontakt mit den Europäern erfolgte Mitte des 17. Jahrhunderts, als französische „Entdecker“ und jesuitische Missionare das Gebiet aufsuchten. Im Jahr 1883 wurde das Gebiet an die Eisenbahnlinie angeschlossen.
1887 wurde auf dem Gebiet von Denison Township durch Henry Ranger ein Gold- und Kupfervorkommen entdeckt, worauf die Minengesellschaft aktiv wurden. Im Jahr 1917 wurde dann die Mine wieder geschlossen und die Halden in den 1980er-Jahren abgetragen.
Denison Township wurde zunächst eigenständig von einem Gemeinderat und einem Ortsvorsteher verwaltet. 1973 ging die Bezeichnung in dem Ortsnamen Walden auf. Walden wurde durch die Verschmelzung unter anderem der Gemeinden von Waters, Drury, Denison und Graham geschaffen. Dennison ist auch Bestandteil des Namens Walden geworden, dabei handelt es sich um ein Akronym von Waters, Lively und Dennison. Der ursprünglich im Jahr 1972 gemachte Vorschlag der Gemeindevorsteherin von Denison Township, Gertie Falzetta, den Ort „Makada“ zu nennen, setzte sich nicht durch. Makada war in der Sprache des Indianerstammes Ojibwa die Bezeichnung des sich in der Nähe befindlichen Sees Black Lake.

## Vermilion Mine
Die Vermilion Mine ist Typlokalität für die Mineralien Michenerit, Arsenohauchecornit, Sperrylith und Violarit. Entstanden ist die Mine nach der Entdeckung von Gold im Jahr 1887 durch Henry Ranger zunächst als Goldmine. In dem Eisernen Hut, wo sich auch das Gold befand, identifizierte der für die Canadian Copper Company tätige Chemiker Francis Louis Sperry erstmals das Sperrylith, womit sich auch der Name erklärt. Zudem befanden sich dort Palladium und Silber. 1888 und 1898 wurden insgesamt vier weitere Schächte in den Boden getrieben. 1917 wurde die Mine geschlossen, aus der insgesamt 6.500 Tonnen Material gewonnen worden waren. Im Laufe der 1980er-Jahre wurden die Anschüttungen entfernt und in Sudbury in einem Werk der Firma Inco Ltd. verarbeitet.